# 445-й истребительный авиационный полк ПВО
445-й истребительный авиационный полк ПВО имени Ленинского Комсомола (445-й иап ПВО) — воинская часть авиации ПВО, принимавшая участие в боевых действиях Великой Отечественной войны.

## Наименования полка
За весь период своего существования полк несколько раз менял своё наименование:
- 9-й истребительный авиационный полк[1][2];
- 9-й «А» истребительный авиационный полк[1][2];
- 9-й «А» истребительный авиационный полк ПВО[2];
- 445-й истребительный авиационный полк ПВО[2];
- 445-й истребительный авиационный полк ПВО имени Ленинского комсомола;
- Войсковая часть (Полевая почта) 06984[1][2].

## История и боевой путь полка
445-й истребительный авиационный полк создан путём переименования 9-го истребительного авиационного полка ПВО 25 сентября 1941 года. 7 октября 1941 года полком одержана первая известная воздушная победа полка в Отечественной войне: парой И-16 (ведущий младший лейтенант Ручкин В. С.) в воздушном бою в районе северо-западнее г. Зарайск сбит немецкий бомбардировщик Ju-88.
5 апреля 1942 года полк вместе с 6-м иак ПВО вошёл в состав войск Московского фронта ПВО. В мае 1943 года все И-16 исключены из боевого состава полка, вместо них полк получил и освоил истребители Як-1, которые в дальнейшем эксплуатировал совместно с МиГ-3.
После преобразования 6-го иак ПВО в 1-ю воздушную истребительную армию Московского фронта ПВО 9 июня 1943 года полк вошёл во вновь сформированную в составе этого объединения 319-ю истребительную авиадивизию ПВО.
Московский фронт ПВО 04.07.1943 г. преобразован в Особую Московскую армию ПВО в составе Западного фронта ПВО. 1.10.1943 г. полк исключён из действующей армии. В конце августа 1944 года (30.08.1944 г.) полк сдал матчасть в 67-й иап ПВО и перелетел на транспортных самолётах в Минск для получения истребителей Як-9. С 1 сентября 1944 года полк снова включён в действующую армию, вошёл в состав 106-й иад ПВО 2-го корпуса ПВО Северного фронта ПВО и приступил к боевой работе на самолётах Як-9. 24 декабря 1944 года вместе со 106-й иад ПВО 2-го корпуса ПВО включён в состав войск Западного фронта ПВО (2 формирования) (преобразован из Северного фронта ПВО). 31 декабря 1944 года исключён из действующей армии. До конца войны входил в состав 106-й иад ПВО.

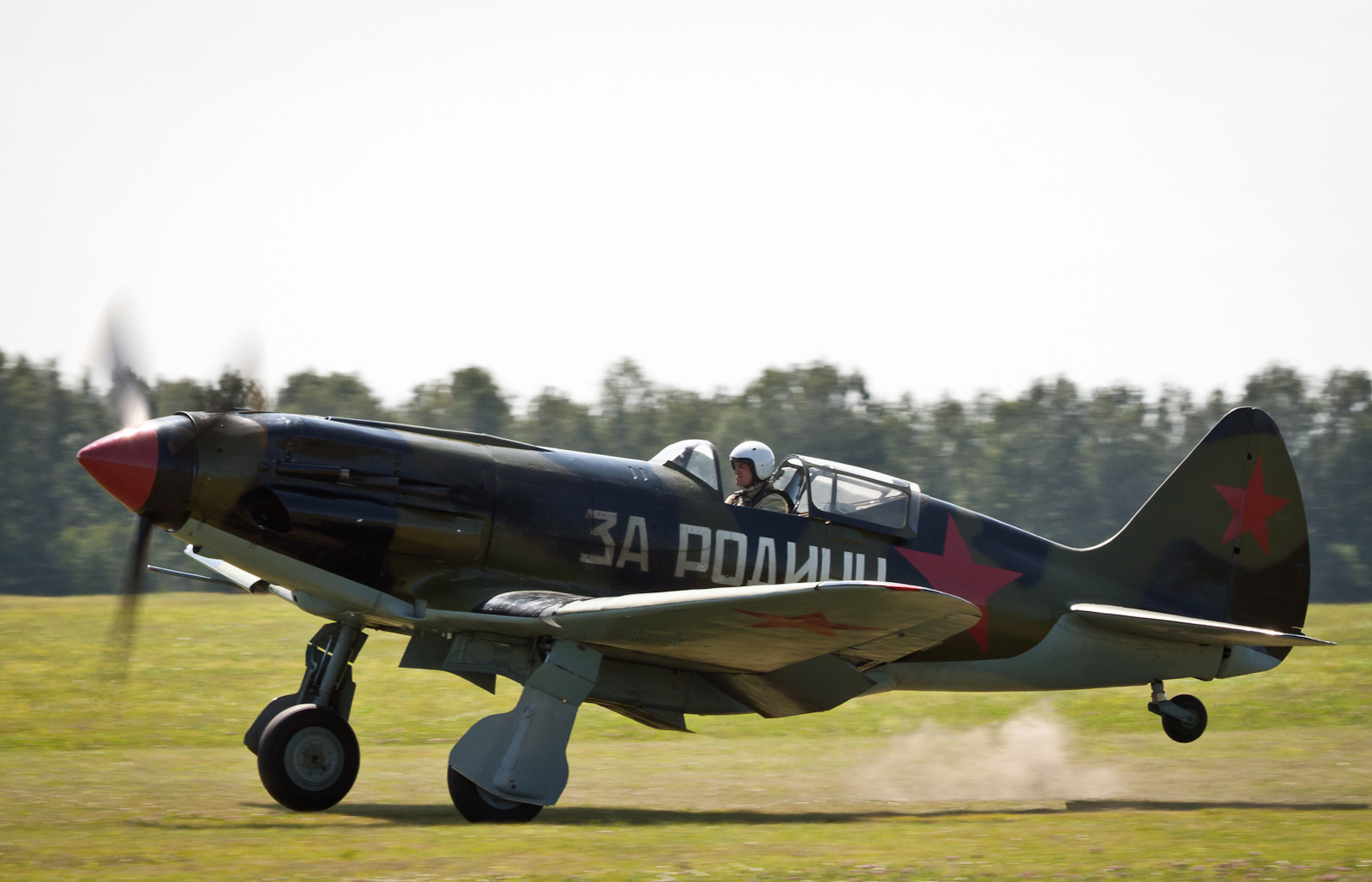
Самолёт МиГ-3

### Итоги боевой деятельности полка в Великой Отечественной войне
- Совершено боевых вылетов — 4664
- Сбито самолётов противника — 56, из них:
  - бомбардировщиков — 36;
  - истребителей — 18;
  - разведчиков — 2.
- Свои потери (боевые):
  - лётчиков — 6, из них:
    - сбито в воздушных боях — 5;
    - не вернулось из боевого вылета — 1.

  - самолётов — 9 (7 МиГ-3, 2 Як-1).

## В действующей армии
В составе действующей армии:

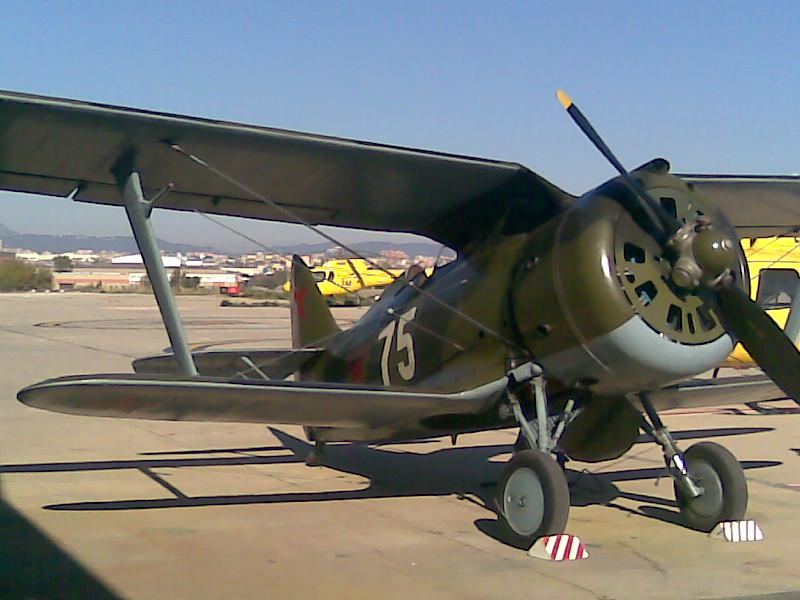
Самолёт И-153

- с 22 июля 1941 года по 1 октября 1943 года (в том числе и как 9-й «А» иап),
- с 1 сентября 1944 года по 31 декабря 1944 года.

### Командиры полка
- капитан, майор Круглов Владимир Петрович, 07.1941 — 11.1942;
- старший батальонный комиссар Онищенко Михаил Васильевич, 11.1942 — 02.1943;
- майор, подполковник Иванов Владимир Алексеевич, 02.1943 — 08.1945
- полковник Холодов Иван Васильевич, Герой Советского Союза, 02.1949 - 11.1952;
- полковник Боронько Александр Григорьевич, 11.1952 - 08.1955;
- полковник Скринченко Виталий Михайлович, 10.1955 - 08.1959;
- полковник Санин Александр Евсеевич, 08.1959 - 10.1967;
- полковник Рашитов Гиндулла Миниярович, 10.1967 - 06.1971;
- полковник Хижняк Анатолий Иванович, 07.1971 - 1975;
- майор, подполковник Анисимов Олег Владимирович, 1975 - 10.1976;
- майор Анциферов Анатолий Иванович, 10.1976 - 07.1977;
- подполковник, полковник Соболев Александр Семенович; 12.1977 - 1984
- полковник Гусев Владимир Дмитриевич; 1984 - 1989
- полковник Родионов Виктор Николаевич, 1989 - 10.1993

### Послевоенный период истории полка
В феврале 1946 года (19.02.1946 г.) передан из 106-й иад ПВО в состав 144-й иад ПВО. 28 октября 1950 года вышел из состава 144-й иад ПВО и включён в состав вновь сформированной 17-й иад, вместе с которой передислоцировался в КНР. В ноябре 1951 года в составе 17-й иад ПВО вернулся из КНР и вошёл в Московский округ ПВО (аэр. Ржев). В сентябре 1961 года перебазировался на аэродром Хотилово с подчинением 2-му корпусу ПВО МО ПВО. В 1951—1965 имел на вооружении последовательно МиГ-15, МиГ-17, Як-25. С мая 1965 года по ноябрь 1967 года постепенно перевооружился на тяжёлые перехватчики Ту-128. 11 ноября 1967 года перебазировался на аэродром Савватия (г. Котлас Архангельской обл.) с одновременной передачей из 2-го корпуса ПВО в 3-й корпус ПВО МО ПВО.
17 октября 1968 года в честь 50-летней годовщины со дня образования первых комсомольских организаций в стране, 445-му истребительному авиационному полку присвоено почётное наименование «имени Ленинского Комсомола».
С марта 1975 года полк стал получать МиГ-25П. 25 октября 1993 года полк объединён с 72-м гвардейским иап, новый полк получил наименование 458-й гвардейский истребительный авиационный полк.
| Як-25 в Музее в Монино | МиГ-25 | Ту-128 |

## Герои Советского Союза
Митрофанов Фёдор Васильевич, командир эскадрильи 445-го истребительного авиационного полка 6-го истребительного авиационного корпуса Войск противовоздушной обороны (ПВО) страны, старший лейтенант, Указом Президиума Верховного Совета СССР от 14 февраля 1943 года за «образцовое выполнение боевых заданий командования на фронте борьбы с немецкими захватчиками и проявленные при этом мужество и героизм» удостоен звания Героя Советского Союза со вручением ордена Ленина и медали «Золотая Звезда» за номером 792.